# Шлефохт, Ольга Тимофеевна
Ольга Тимофеевна Шлефохт или Шлейфохт (настоящая фамилия Ильина; 1822—1846) — русская балерина Императорских театров Российской империи.

## Биография
Ольга Ильина родилась 1 июля 1822 года в городе Санкт-Петербурге. Семилетней девочкой была отдана в Театральную школу родного города (позднее Петербургское театральное училище). Сначала её приняли лишь кандидаткой, но скоро ее прирожденная грация, способности к хореографическому искусству и прилежание обратили на нее внимание учителей  (педагоги А. А. Лихутина, А. Титюс), и её поместили в число казенных воспитанниц. Здесь успехи, особенно в характерных танцах, быстро выдвинули Ильину из среды подруг и она участвовала в нескольких придворных детских маскарадах.
8 января 1832 году (в день дебюта Лауры Мари Пейсар) десятилетняя Ильина, под псевдонимом Шлефохт, играла роль Амура в балете Жана Доберваля «Телемак на острове Калипсы» (по роману «Приключения Телемака»). Немецкая фамилия Шлефохт дана была ей, судя по другим подобным примерам, вероятно, для большего успеха у тогдашней публики, особенно ценившей все иностранное. 
За первым удачным выходом на сцену последовали другие. Шлефохт начали давать более ответственные роли; так, например, когда в 1833 году для открытия Михайловского театра был поставлен новый балет Александра Блаша «Амур в деревне или Крылатое дитя», Шлефохт поручили главную роль Амура, На этот раз успех её был выдающийся, Шлефохт вызывали несколько раз, ей аплодировали, как заслуженной артистке и с этого спектакля Шлефохт стала любимицей столичной публики. 
Когда в Петербург приехала Мария Тальони, Шлефохт, часто танцуя рядом с ней, следила за каждым жестом, каждым движением знаменитой балерины, изучала манеры и любовалась ее грацией. «Следы прекрасного образца», свидетельствуют современники, «заметили все», и, начиная с весны 1839 года, когда семнадцатилетней Шлефохт начали поручать лишь первые роли, успех примы перед публикой стал расти с каждым её выходом все более и более. 
В 1841 году, танцуя в балете Эжена Скриба и Филиппо Тальони «Озеро волшебниц» вместе с Тальони, она уже «собирает равную с знаменитой балериной дань заслуженных рукоплесканий», а в мае 1843 года Дирекция Императорских театров дает ей, как выдающейся танцовщице, бенефис. 
Наиболее взыскательные критики находили, что в танцах Ольги Шлефохт «нет жизни», что она «танцует автоматически, движениями напоминая марионеток», но те же критики не могли отрицать выдающихся достоинств технической стороны танцев юной балерины, а потому успех её, особенно в ролях молодых и наивных крестьянок, которому немало способствовали чисто русская красота её лица, и прекрасная фигура, непрерывно сопутствовал ей до самой ее смерти. 
Выпущенная из Театральной школы в начале 1840 года за отличные успехи пенсионеркой, О. Т. Шлефохт поступила на, службу при Дирекции Императорских театров в марте 1841 года, но прослужила всего 4 года. 
Быстро развившаяся скоротечная чахотка прорвала так блестяще начатую карьеру даровитой танцовщицы; Ольга Тимофеевна Шлефохт скончалась 1 мая 1845 года в возрасте 23-х лет.